# Cupido oriens
Cupido oriens är en fjärilsart som beskrevs av Butler 1883. Cupido oriens ingår i släktet Cupido och familjen juvelvingar. Inga underarter finns listade i Catalogue of Life.